# Oxygen Not Included
《Oxygen Not Included》는 클레이 엔터테인먼트가 제작 및 배급한 생존 시뮬레이션 게임이다. 2017년 2월부터 스팀에서 얼리 액세스로 출시된 후, 최종 버전 게임이 2019년 7월 30일에 출시되었다.

## 개발 및 출시
Oxygen Not Included는 밴쿠버 기반의 인디 스튜디오 클레이 엔터테인먼트가 개발했다. 이 게임은 일렉트로닉 엑스포 2016에서 PC 게이밍 쇼에서 윈도우 용으로 발표되었다. 또한 윈도우 외에도 맥OS와 리눅스로도 발매될 것임이 발표되었다. 최종 버전이 아닌 개발중인 버전인 게임은 2017년 2월 15일 스팀에서 얼리 액세스를 통해 출시되었다. 원래 2019년 5월 28일 얼리 액세스를 종료할 예정이었지만, 7월로 연기되어 종료되었다. 2019년, 클레이는 또한 게임에 다운로드 가능한 컨텐츠를 만들 계획을 발표했다.

## 평가
| 평가                                          |        |
| --------------------------------------------- | ------ |
| 통합 점수 통합사 점수 메타크리틱 86/100 [ 6 ] |        |
| 통합 점수                                     |        |
| 통합사                                        | 점수   |
| 메타크리틱                                    | 86/100 |